# Cofradía Penitencial de Nuestro Padre Jesús Nazareno (Valladolid)
La Insigne Cofradía Penitencial de Nuestro Padre Jesús Nazareno, fundada en 1596, es una de las 20 cofradías que existen, en la actualidad, en la Semana Santa de Valladolid. Cofradía de gran arraigo y tradición, es una de las cinco penitenciales históricas. Su imagen titular, Nuestro Padre Jesús Nazareno (Escuela Castellana, Siglo XVII), es una de las imágenes con mayor devoción de la ciudad. 
La cofradía tiene su sede, desde 1676, en la iglesia Penitencial de Jesús, situada junto a la Plaza Mayor de Valladolid. Sale a la calle el Miércoles Santo, en la Procesión del Viacrucis Procesional; el Jueves Santo, en la Procesión de la Peregrinación del Silencio; y el Viernes Santo, en la Procesión de la Sagrada Pasión del Redentor. Los "Nazarenos", como se les conoce, siempre destacan por la seriedad y silencio de las interminables filas de cofrades, así como por su peculiar forma de desfilar con las manos entrelazadas sobre el pecho en una actitud de oración. 
Aparte de la Semana Santa, la Cofradía destaca por el Solemne y Tradicional Besapié a la imagen de Jesús Nazareno que se celebra cada primer viernes del mes de marzo. Año tras año, desde 1715, miles de fieles y devotos acuden a besar el pie de la imagen en un día que marca el inicio de los actos de Cuaresma en la capital castellana. En 2015, al cumplirse el 300 aniversario de esta efeméride se organizaron numerosos actos, destacando la presencia en ellos del cardenal-presidente de la Conferencia Episcopal Española Ricardo Blázquez, cuatro obispos y la ministra de agricultura. 
Pero la cofradía extiende su actividad y transcendencia mucho más allá de la Semana Santa, desarrollando a lo largo del año una intensa labor religiosa, social, caritativa y cultural, con amplia repercusión en la ciudad. Entre los principales actos propios destacan el Quinario a Nuestro Padre Jesús Nazareno, los Triduos al Cristo de la Agonía, el Cristo del Despojo y la Virgen de la Soledad, la Fiesta de Gloria, la celebración del Dulce Nombre de Jesús, el Concierto de Cuaresma, el Solemne Descenso del Viernes de Dolores o el Pregón Nazareno.  
Entre los Cofrades de Honor destacan el Excmo. Ayuntamiento de Valladolid y el Benemérito Cuerpo de la Guardia Civil, cuyos miembros escoltan todas las salidas a la calle del Paso Titular.

## Historia

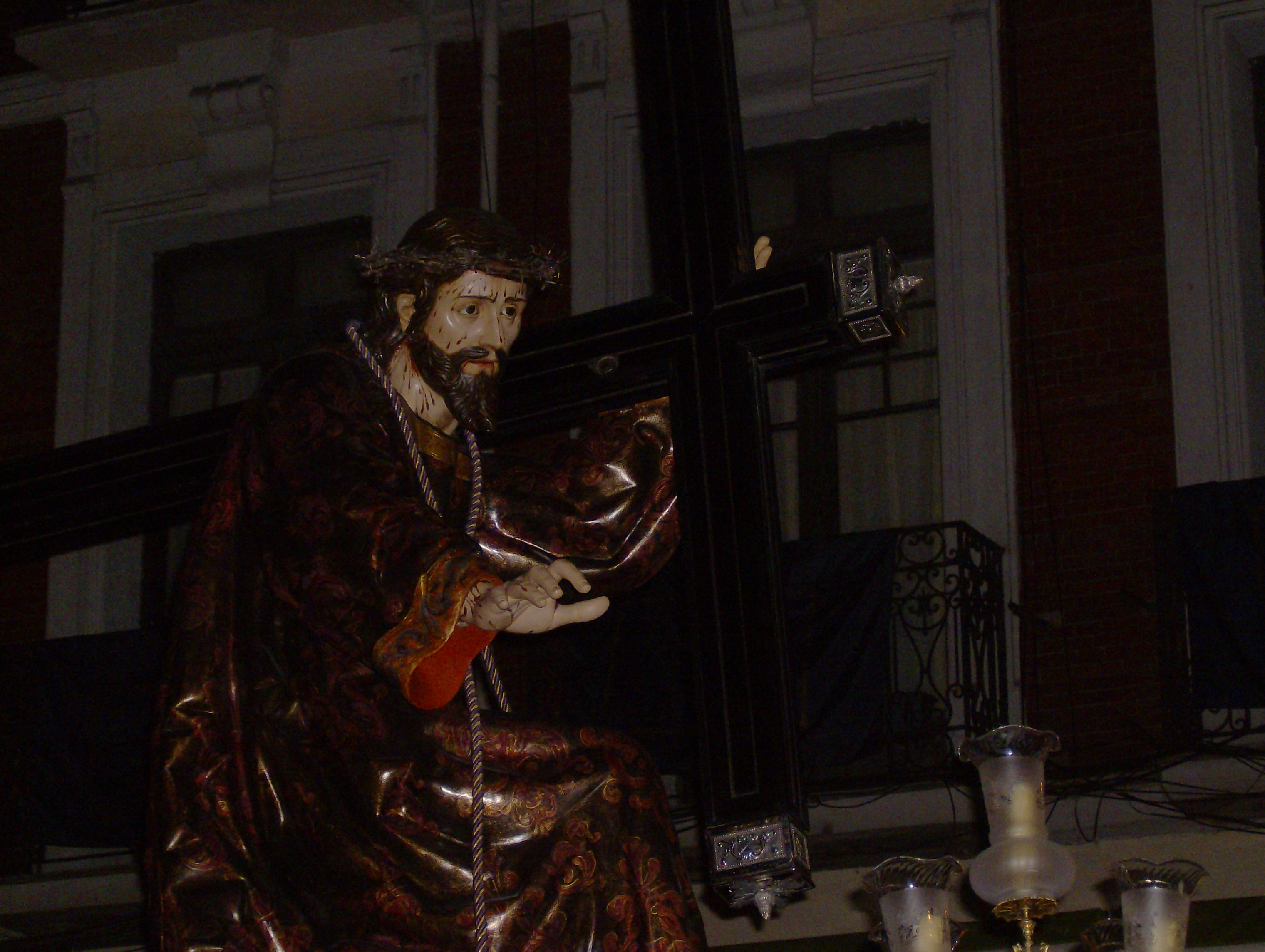
Nuestro Padre Jesús Nazareno.

### Siglo XVI
En 1596 fue fundada esta cofradía en el Convento de los Agustinos Calzados. Allí, por aquel entonces, ya existían asociaciones devocionales como la de la Cinta de Nuestro Padre San Agustín y Santa Mónica o la de Ánimas de San Nicolás de Tolentino. Pudo partir de los capítulos reunidos de los frailes agustinos el aliento hacia una cofradía que, como así ocurrió, reuniese las devociones anteriormente vinculadas. Se resaltaba en las Reglas y Constituciones la obligación de sus cofrades de seguir fieles a Jesús con la Cruz a cuestas, estableciendo una unión con las cofradías propias de los frailes agustinos y la obligación de salir en procesión. 
Según María Antonia Fernández del Hoyo, existía una capilla muy próxima al crucero que se denominaba de San Juan Crisóstomo, San Nicolás de Tolentino o de Jesús Nazareno, aunque también menciona otra de Jesús Nazareno y después de Santa Mónica, donde según el Libro Becerro de este convento, residía la cofradía de los Nazarenos: 

«En que tiene los pasos para la procesión que saca dicha cofradía de este convento el viernes santo por la mañana y las cruces para los que vienen con túnicas moradas en la capilla de los Peñaranda en el claustro y aunque este convento solía ir en la procesión, se ha dejado por las diferencias que había con la parroquia de San Julián sobre los lugares.»

Es decir, sobre las preeminencias. Al principio, los tres pasos procesionales con los que contaban eran de papelón.

### Siglo XVII
Pronto van a surgir las desavenencias con los frailes. Lo que anteriormente se había llamado Junta de Oficiales de la Cofradía se convirtió en Cabildo de Gobierno, en el que se omitió la presencia de un representante de la comunidad religiosa. Las reuniones dejaron de celebrarse en el Convento para tener lugar en la cercana parroquia de San Julián (hoy desaparecida), en la calle de la Encarnación, o en la ermita de Nuestra Señora del Val.
Fijándose los cofrades en la disponibilidad de espacios por parte de las otras cofradías penitenciales, se creyó oportuno considerar la posibilidad de construir una casa y sala de cabildos, así como un hospital. En 1627, el regidor Andrés de Cabezón ofreció suelo a la Cofradía en la Rinconada para ello, contribuyendo con su hacienda e incluso dejando unas memorias, en el caso de convertirse en patrono del templo.
La primera ruptura sería entre los agustinos y la cofradía de Jesús Nazareno se produjo en 1651, aunque ambas partes comprendieron que debían continuar manteniendo sus relaciones. En esta fecha la Cofradía comenzó a construir una sede propia que concluiría en 1676. El 3 de abril del mismo, Viernes Santo, los cofrades salieron del convento en su procesión al amanecer para no volver a su sede, instalándose en la nueva iglesia. Se promulgó una nueva Regla y se declaró enfrentamiento abierto con los frailes agustinos, el cual culminó en 1684 cuando hubieran de devolver sus pasos procesionales.
Estos pasos eran el primitivo del Despojo, debido a Melchor de la Peña (h. 1629) y que no ha llegado hasta nuestros días; un nazareno de Pedro de la Cuadra (h. 1600-1620); y el paso grande del Crucificado, conocido hoy como Sed Tengo, conjunto de seis figuras debido a Gregorio Fernández (1612-1616). Los dos últimos se encuentran actualmente en el Museo Nacional de Escultura y desde principios del siglo XX son procesionados por otras dos cofradías.
Se encargó a Juan de Ávila una nueva escena del Despojo y a Juan Antonio de la Peña un crucificado aún vivo y agonizante (conocido como Cristo de la Agonía), comprando sayones a los agustinos para completar la escena. Muy probablemente también Juan Antonio de la Peña –o Alonso de Rozas- pueda ser el autor de la actual talla de Jesús Nazareno, siguiendo el modelo anterior de Pedro de la Cuadra.

### sigloXVIII
A principios del siglo XVIII, la Cofradía emprendió la realización del primitivo retablo barroco del Nazareno. La escultura del mismo es encomendada a un cofrade, como lo eran casi todos los imagineros, José de Rozas, el cual recibió la vara de Alcalde de la cofradía. Entre las tallas con las que contaba, se hallaban los apóstoles Pedro y Pablo que aún hoy podemos contemplar. Ventura Pérez subraya la inauguración de este retablo en 1716, tras haber sido dorado.
También surge a principios de este siglo la devoción a la Virgen de la Soledad, imagen de vestir representando a la Madre de Dios con las ropas de viuda española. Una imagen de ella, bajo la advocación del Sacro Monte Calvario y autor anónimo, fue colocada por dos cofrades en 1706, dando lugar a una notabilísima presencia en la trayectoria espiritual de la cofradía. Colocada en un retablo barroco en el lateral izquierdo de la iglesia, en la parte inferior, a modo de sepulcro y dentro de la urna, se situó un Cristo Yacente debido a Pedro de Ávila. El retablo es coronado por una imagen de la Fe.
Un incendio de 1799 condujo a la desaparición de diferentes obras artísticas, incluida la imagen del imagen principal del paso del Despojo, si bien dejó subsistente el citado retablo con la Soledad y el Yacente.

### sigloXIX
El siglo se inicia con las reparaciones de los daños causados por el incendio. En primer lugar, se encarga a Claudio Cortijo la realización de una nueva imagen de Cristo para la escena del Despojo. Respecto a los retablos, severamente deteriorados, los cofrades consideraron que era el momento de vender lo que de ellos había subsistido, conservando las mencionadas tallas de los Príncipes de los Apóstoles. Los nuevos retablos fueron realizados en alabastro y estilo neoclásico. El mayor fue colocado en 1817, fecha también aproximada para los dos colocados en los laterales. Los medallones del ático representan las Sagradas Familias de Jesús y de María, una reunión iconográfica que no fue extraña, ni siquiera en Valladolid.
La Cofradía participó en la primera Procesión General de Viernes Santo de 1810 (entonces conocida como del Entierro) con su imagen titular, y lo ha seguido haciendo hasta hoy.
Con la recogida que la Real Academia de Bellas Artes y el Museo Provincial de Bellas Artes (hoy Museo Nacional de Escultura), permanecieron en la iglesia las tallas centrales o de devoción. Ya en el siglo XX, el conjunto del Despojo, completado con un Ecce-Homo de Francisco Alonso de los Ríos (último cuarto del siglo XVII) siguiendo criterios artísticos, es procesionado por la Cofradía de Cristo Despojado.

### sigloXX
La Cofradía mantuvo su salida al amanecer de Viernes Santo, en la procesión denominada de Oración y Sacrificio y su participación en la General en la tarde. Con la reorganización de la Semana Santa por el Arzobispo Remigio Gandásegui, comenzó a celebrar un Vía Crucis Procesional en la tarde de Miércoles Santo. En 1954 añadió la Procesión del Silencio, en la que en la noche del Jueves Santo acuden a la Catedral para hacer Estación de Penitencia ante el Santísimo. Ambos desfiles gozan hoy de gran arraigo en la ciudad.

### sigloXXI
En 2001 comenzó a celebrar el Pregón Nazareno el miércoles previo al besapié a Jesús Nazareno (primer viernes de marzo).
Consolidados los desfiles de la tarde del miércoles y de la noche del jueves, la Cofradía consideró oportuno suprimir la Procesión de Sacrificio y Penitencia de la madrugada del viernes, evitando realizar dos desfiles procesionales con un intervalo de cuatro horas.

## Iglesia

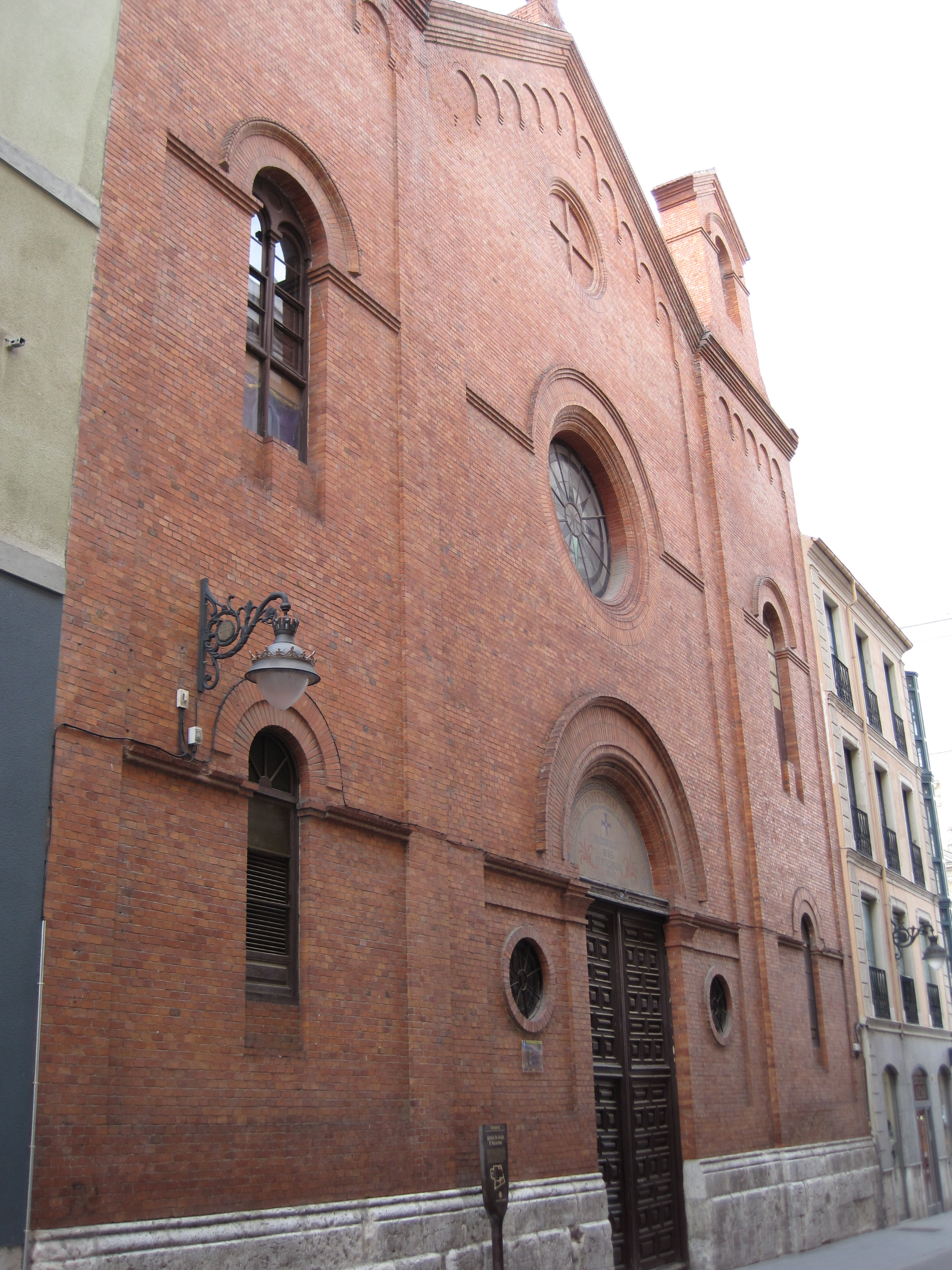
Fachada de la iglesia de Jesús Nazareno.

La iglesia dedicada canónicamente a Ntro. Padre Jesús Nazareno está situada en la calle de Jesús, junto a la plaza mayor. En ella tienen lugar todos los actos y cultos que celebra ésta cofradía.
Con forma de cruz latina, consta de una sola nave rematado el crucero en una cúpula sobre pechinas. La fachada es de ladrillo prensa, el mismo utilizado en la construcción del Ayuntamiento. Consta de cuerpo central y dos laterales rematados con sendas espadañas donde se alojan las campanas.
A continuación detallamos brevemente cómo se construyó y cómo ha ido transformándose hasta ser como es a día de hoy.

Adquisición de los terrenos
La Cofradía se fundó en el año 1596 en el antiguo convento de San Agustín, cuya iglesia es hoy el archivo municipal. En esta sede residió durante los primeros 75 años de su historia, en relaciones por lo general, bastante poco amistosas con los religiosos.
Se sabe que era deseo de la Cofradía adquirir terrenos para construirse una iglesia propia, pero la precariedad económica y la dificultad de encontrar unos solares en el centro de la ciudad, hicieron la gestión muy difícil.
En el año 1627, Andrés de Cabezón, vecino y regidor de Valladolid, ofreció unos solares que poseía en la zona de la Rinconada junto a otros que tenía la cofradía para que ésta pudiese edificar en ellos su templo, obra a la que ayudaría económicamente a cambio de ser nombrado patrono. Otros personajes más o menos ligados a la hermandad cedieron terrenos colindantes a los de Cabezón.
No es, sin embargo, hasta noviembre de 1663, en que se lleva a cabo la limpieza del solar y se levantan algunas tapias previas a la obra. El por entonces alcalde de la cofradía, Francisco Herrero, expuso su deseo de que las obras de la iglesia comenzasen a la mayor brevedad posible, puesto que las otras cuatro penitenciales de la ciudad tenían templo propio donde celebrar sus misas y de donde salían sus procesiones.
Construcción de la iglesia
No se conoce la fecha exacta del comienzo de las obras, pero sabemos que en septiembre de 1665 se habían hecho gran parte de los cimientos.
A partir de este momento, el procedimiento habitual para sufragar los gastos de la construcción de la iglesia fue la de reservar el cargo de alcalde a cambio de un donativo generoso, aunque se conocen también casos en que, siendo nombrado alcalde un hermano, éste rechazaba el puesto, compensando a la cofradía con el correspondiente cargo económico para la realización de las obras. Debido a estas reservas, podemos seguir en cierto modo el transcurrir de las obras, puesto que en los libros de actas se especificaba la cantidad y el fin concreto para el que se aplicaba el donativo.
En el año 1673 debieron aparecer dificultades económicas, puesto que el cofrade Francisco García ofreció hacer una ermita si se le entregaban 1500 reales, aprovechando la portada y alguno de los muros laterales ya construidos, puesto que entendía que no iba a poder concluirse la obra en su totalidad. Pero el Obispado ordenó que se construyese la iglesia como estaba dispuesto en anteriores cabildos. Esto nos da la idea del deseo que se tenía en el seno de la cofradía de independizarse de los agustinos y de la impaciencia que surgía por la lentitud con que, en algunos periodos de tiempo, se desarrollaban las obras.
El 5 de enero de 1675, Vicente de Salcedo dio 700 reales para ayudar a cubrir la iglesia, por tanto suponemos que por esas fechas ya se estaban comenzando las obras en la cubierta del templo.
El 3 de abril de 1676, Viernes Santo, salió la procesión de la cofradía desde el convento de San Agustín y regresó a la iglesia de Jesús Nazareno, quedando en ella todos sus pasos y enseres, siendo alcaldes de la misma Claudio Pita de Andrade Montenegro y Andrés de Medina.
Reformas posteriores
En noviembre de 1686 la cofradía vuelve a embarcarse en una obra de importante envergadura, ya que encargó al maestro José Gómez la construcción de la sacristía, quien la terminó a finales del año siguiente.
El 1 de junio de 1691 se manifestó en un cabildo que las bóvedas corrían riesgo de derrumbe, por lo cual era preciso proseguir la obra y buscar los fondos para ello. Esto nos puede dar la idea de que a pesar de estar inaugurada, aún no había sido terminada por completo. En junio de 1693 se concluyó la primera parte de la obra. El 27 de junio del año siguiente se acordó reanudar las obras hasta su conclusión definitiva, para lo cual habría de trasladarse la imagen de Nuestro Padre Jesús Nazareno hasta la iglesia de Santiago, lo que se realizó el 30 de junio de este año 1694, quedando la penitencial de Jesús cerrada al culto.
El 23 de noviembre de 1695 se celebró un cabildo para tratar sobre la construcción de la sacristía y casa del capellán, adjudicándole el encargo a Pablo Mínguez. Por tanto, suponemos que la anterior realizada por José Gómez era provisional. Esta nueva sacristía es la que conservamos aún hoy.
El 2 de marzo de 1696, Bernardo Jiménez presentó un estudio detallado sobre las obras que aún quedaban por realizarse para la conclusión de la iglesia, que eran “la parte superior y cerramiento, consistente en la cornisa, cañones y bóvedas, además de otras menos importantes, como revoco de fachada y dos nichos o huecos en los muros laterales para colocar las imágenes de la Soledad y del Cristo del Despojo”. En junio del año siguiente la imagen de Ntro. Padre Jesús Nazareno vuelve a su iglesia, terminadas ya todas las obras.
Avanzado el siglo XVIII se realizó una nueva obra en la iglesia: el camarín. El mismo Bernardo Jiménez había indicado la necesidad de la realización de esta obra, pero fue finalmente Pablo Mínguez el que la llevó a efecto. Sin embargo, la relación entre éste y la cofradía fue poco amistosa, entrando en pleitos por problemas de pagos y de incumplimientos de plazos respectivamente. Así, la cofradía prescindió de los servicios de Mínguez para las mejoras de la obra del camarín y se las encargó al maestro Manuel Marcos.
Posteriormente se construyeron dos casas adyacentes a la iglesia; una, en el lado de la epístola, para el capellán, concluida a finales de 1721; la segunda, junto a la sacristía, construida por José Fernández entre 1734 y 1735, y que se componía de una habitación para el sacristán y un entresuelo para la sala de cabildos, pintada por Ignacio de Prado.
Así, y con pequeñas obras de retejado, llegamos al año 1800, cuando el incendio del retablo del Cristo del Despojo, situado en el lado de la epístola, obligó a cerrar la iglesia al culto y realizar algunas obras de reparación de los daños causados por el fuego. Las obras comenzaron en junio de dicho año y terminaron en noviembre, abriéndose de nuevo al culto el día 16 del citado mes.
Las obras consistieron en la sustitución del retablo incendiado por uno nuevo, blanqueo del crucero y la decoración de las pechinas a cargo del pintor Leonardo Araujo, quién pintó en ellas cuatro ángeles con los atributos de la pasión, pinturas que se conservan intactas hoy en día.
En estos años, y a medida que se adentraba el siglo XIX, las cofradías se iban empobreciendo, no pudiendo sufragar más gastos que los imprescindibles para la conservación de sus templos.
En estas condiciones, en el año 1858 se decide entarimar el suelo de la iglesia, gracias a las ayudas económicas de las comisarías pertenecientes a los titulares de la cofradía. Para dicha reforma, la imagen de Jesús Nazareno volvió a trasladarse a la parroquia de Santiago, esta vez junto a la Virgen de la Soledad.
En 1876 el arquitecto municipal denuncia el mal estado del cuerpo voladizo de la calle del peso, y el depositario de la cofradía, Gabino Rojo Estalayo manifestó la incapacidad económica de la cofradía para llevar a efecto la reparación, por lo cual el Ayuntamiento traspasó la responsabilidad al párroco de Santiago. Por este motivo, durante los años siguientes, aparece dicho párroco representando a la cofradía en los temas económicos.
La reforma de 1885
Es en este año cuando la iglesia sufre su más profunda modificación, a consecuencia de las reformas urbanísticas que se produjeron en el entorno de la Plaza Mayor de Valladolid, y que apuntamos brevemente al inicio de este texto.
En diciembre de 1880, el arquitecto municipal D. Joaquín Ruiz Sierra presentó un proyecto de reforma de las alineaciones de las calles de Sandoval, Cebadería, Manzana, Jesús y plaza de la Rinconada, y la apertura de una nueva calle que uniese la de Sandoval y la Rinconada, a propósito de la construcción del mercado del Val. Como consecuencia, la iglesia de Jesús se pretendía expropiar en su totalidad, y fue tasada en 108.000 pesetas, apuntándose que estaba al borde del derrumbe. Pero la reforma no se llevó a cabo en su totalidad, ya que fue modificada por el arquitecto municipal D. J. Benedicto, que optó por expropiar una parte de la iglesia y darle un corte para la alineación de la calle de Jesús, con lo que adoptó la forma que tiene en la actualidad. También afectó la reforma a la casa que da a la calle del Peso, y desapareció la del otro lado, llamada del capellán.
El 9 de marzo de 1885, el ayuntamiento concedió la licencia al arquitecto Ruiz Sierra para ejecutar las obras en la iglesia, que consistían principalmente en levantar una nueva fachada y añadir un piso de altura a la casa de la calle del Peso. La cofradía recibió como compensación 18.500 pesetas, pero este dinero no bastó para sufragar los gastos de la obra, y la falta de presupuesto tuvo que ser obviada por el arquitecto D. N. Aguilar, quien adelantó los fondos necesarios a cambio de que el sacerdote celebrase cinco misas al mes por su intención.

Últimas intervenciones
En el año 1955 se reformó la subida al camarín a cargo de Germán Miranda del Hoyo, lo que conllevó una reestructuración casi completa de éste, pasando a accederse por debajo del retablo del altar mayor. Esto supuso la reducción de tamaño del camarín, pasando la parte eliminada a formar parte del edificio colindante.
La última intervención fue realizada en el año 2004, y consistió en la reforma completa de la casa de Hermandad, la que se sitúa sobre la sacristía, que también fue restaurada. La obra consistió en la adaptación de la casa, que contiene los despachos y salas de cabildos, a las necesidades actuales, así como la sustitución de estructura en mal estado, escalera, suelos, etc. En la iglesia también se hizo una pequeña intervención en el presbiterio con el fin de cambiar los conductos de calefacción, además de la construcción de un columbario bajo el camarín, justo tras el retablo, para el enterramiento de cofrades y devotos de Jesús Nazareno.
Alberto Muñoz González
Boletín informativo de la cofradía. Año 2008

## Imágenes

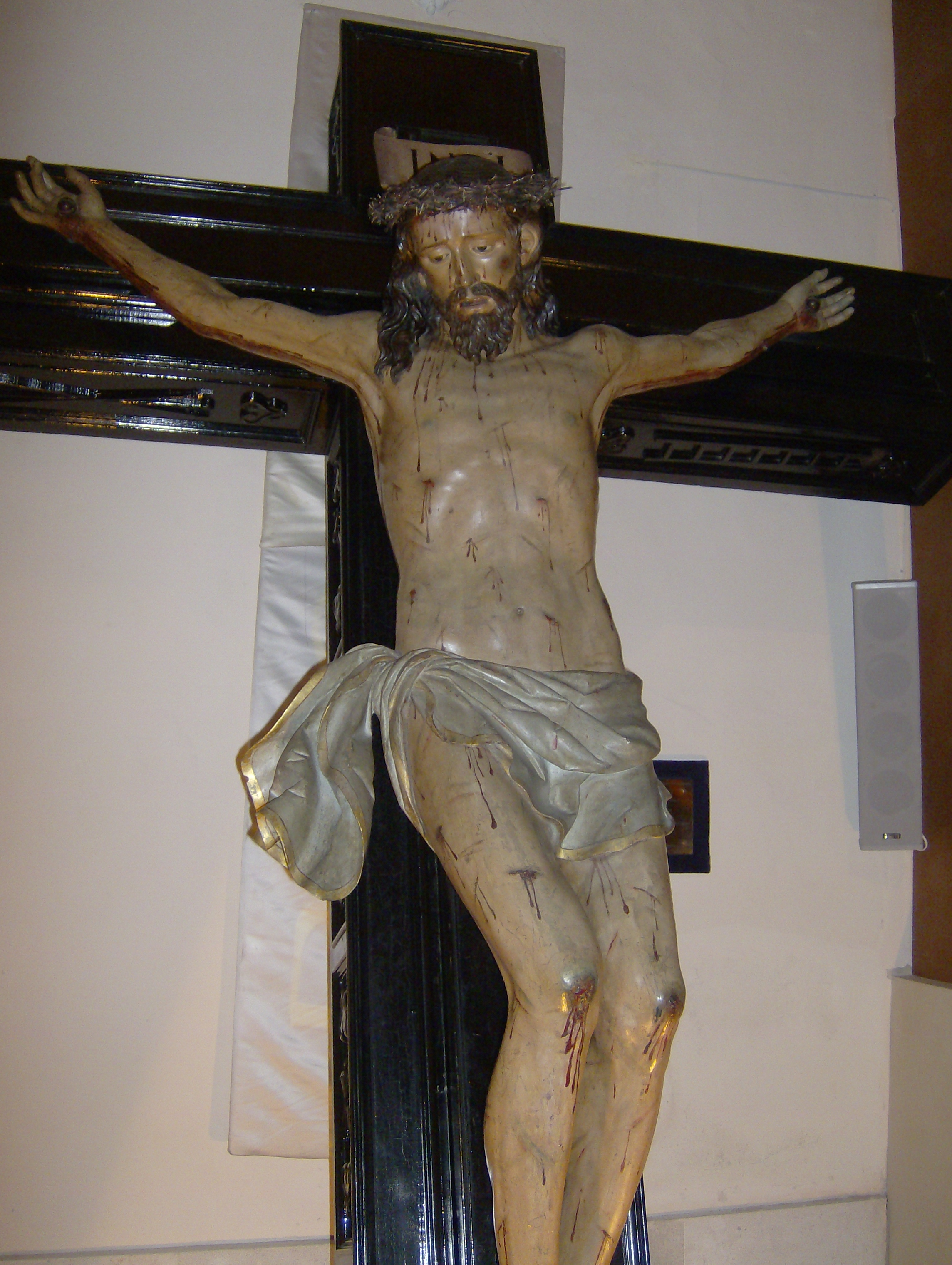
Santísimo Cristo de la Agonía.

- Nuestro Padre Jesús Nazareno (Escuela Castellana, antes de 1662).

Resulta complicado enunciar una cronología y autoría aceptada para esta imagen de devoción.
El primer titular de la cofradía pudo ser el actual “Nazareno” del paso “Camino del Calvario” que alumbra la Cofradía del Santo Cristo del Despojo, vinculado en su cabeza y sus manos a Pedro de la Cuadra hacia 1600, aunque el cuerpo pudo ser realizado posteriormente en 1620. La hipótesis es que este escultor tallase en madera las partes vitales, para una imagen de vestir, en los primeros momentos de la cofradía y que, tras la generalización de los pasos en madera, fuesen encajadas en un cuerpo realizado por un discípulo de Gregorio Fernández. Pero cuando esta cofradía buscó su independencia del convento de San Agustín, en el cual había nacido, y tuvieron que entregar sus imágenes procesionales a los frailes, fue menester encargar una nueva talla del “Nazareno” en 1676 siguiendo el modelo del anterior, que es ésta que contemplamos.
Aparece Cristo con la cruz a cuestas, camino del Calvario, derribado por el peso de la misma, con una rodilla en tierra y con el brazo y la mano que desean apaciguar la caída. La autoría de esta talla se encuentra actualmente relacionada con los Rozas aunque tampoco se ha descartado a Juan Antonio de la Peña, hipótesis muy valorada pues en aquellos años este cofrade-escultor había realizado algunas importantes tallas. Sabemos que ésta del Nazareno salía vestida en los primeros años del siglo XVIII con una túnica morada, costumbre que continuó hasta hace ochenta años. La túnica de madera contiene pliegues muy quebrados con estofado realizado en el año 1927 por Mariano García Maestro.
Javier Burrieza Sánchez. Historiador.
Todos los pasos, todas las pasiones. Publicado por El Mundo (pág. 28).
La Cruz procesional del Señor es obra de Martín Veites de 1812, realizada a partir del marco de un cuadro del Ayuntamiento de Valladolid. Tiene unas dimensiones de 3 x 2 m. y está elaborada en madera de nogal lacada en negro. Tiene filetes de plata. Las cantoneras son de plata y tienen labrados motivos de la Pasión de Cristo.
- Santísimo Cristo de la Agonía (Juan Antonio de la Peña, 1684).

La exigencia de la escena es que fuese un Cristo vivo, a punto de morir, destinado por la cofradía al llamado “paso grande” de la Crucifixión. Eran aquellos momentos conflictivos para los cofrades que intentaban desvincularse de los frailes agustinos, en cuyo convento había nacido la cofradía. Religiosos que, por vía judicial, obligaron a reproducir algunas de las principales tallas de sus pasos procesionales, al considerar que las originales eran de su propiedad.
Juan Antonio de la Peña es considerado entre los más destacados escultores del último tercio del siglo XVII, siguiendo la estela de lo realizado principalmente por Gregorio Fernández. También era gallego de nacimiento, procedente del obispado de Mondoñedo, Venía trabajando en distintas obras relacionadas con los colegios de jesuitas, en el polémico relicario de Villagarcía o en alguno de los retablos del Colegio de Ingleses. Para éste “de la Agonía” siguió el modelo fernandino que podemos hoy contemplar en el paso “Sed Tengo” –la desamortización y el Museo reunió a las antiguas tallas que componían la escena hasta el pleito con los agustinos-.
Uno de los elementos magistrales fue la realización de la cabeza, cuyo gesto es de resignación ante el padecimiento. Antes de su presencia actual, en solitario, en las procesiones de su cofradía, acompañó una serie de años a la Dolorosa de la Vera Cruz en una escena que se titulaba “María al pie de la Cruz”, siguiendo lo que habían establecido distintos grabados en los siglos XVIII y XIX. La imagen data del año 1684.
Javier Burrieza Sánchez. Historiador.
Todos los pasos, todas las pasiones. Publicado por El Mundo (pág. 56).
- Santo Cristo del Despojo (Claudio Cortijo, 1801)

Realizada en el año 1801 por el imaginero Claudio Cortijo, se encargó para formar parte del paso de “El Despojo” tras la desaparición de la imagen original en el incendio que afectó al retablo de dicha imagen en el año 1799.
El Santo Cristo del Despojo es una figura de Jesús, que se ofrece desnudo, de pie y en actitud inclinada. Con los brazos tendidos al frente, con los codos y las rodillas ensangrentados por las tres caídas sufridas durante su camino hacia el Calvario, la espalda, cubierta de heridas cuya sangre parece auténtica, es perfecta y pueden notarse en ella las huellas de los cordeles con que fue golpeada. Todavía se conserva en su cuello la cuerda con la que tiraban de Él después de cada caída. El paño de pureza movido por el viento y la luz de la divinidad, apareciendo en tres haces sobre su cabeza, constituyen los únicos adornos de esta sagrada imagen.
José Delfín Val y Francisco Cantalapiedra.
Semana Santa en Valladolid. Pasos-cofradías-imagineros (págs. 70-71).
- Santísima Virgen de la Soledad y Sacro Monte Calvario (Anónima, 1706)

Del año 1706 es la imagen de Nuestra Señora de la Soledad, de bastidor, que en 11 de febrero de 1706 ofrecieron poner por devoción en el cuerpo de la iglesia, tal vez con sólo una mesa de altar, los cofrades Antonio de Jesús y José Rodríguez.
Esta imagen fue en seguida objeto de devoción especial, agrupándose algunos cofrades en hermandad que inmediatamente logró grandes gracias espirituales, tales como determinadas indulgencias plenarias concedidas por el Pontífice Inocencio XIII en 1723 y la concesión de altar privilegiado un día semanal, el sábado, aplicable a las ánimas de los hermanos y hermanas difuntos, por Su Santidad Pío VI en 1780.
Filemón Arribas Arranz.
La cofradía Penitencial de Nuestro Padre Jesús Nazareno de Valladolid (pág. 91).

## Salidas procesionales
Vía-Crucis Procesional
En la tarde del Miércoles Santo, a las 20:30 horas, se inicia esta magna procesión desde la iglesia penitencial de Jesús, en la que se portan a hombros las Sagradas imágenes de Ntro. Padre Jesús Nazareno y el Santísimo Cristo de la Agonía. A lo largo del recorrido se rezan las XIV Estaciones del Vía Crucis, realizándose la cuarta de ellas en la iglesia de la Santa Vera Cruz donde la Sagrada imagen de Nuestra Señora de los Dolores sale a recibir a su Hijo. El Vía Crucis termina ante la Iglesia Penitencial de Ntra. Señora de las Angustias con el canto de la Salve Popular a la Virgen y la bendición del Excmo. y Rvdmo Sr. Arzobispo de Valladolid. A continuación, los nazarenos regresan hasta su Penitencial, donde se da por terminada la procesión con el canto del himno a Nuestro Padre Jesús Nazareno. 
Peregrinación del Silencio
Desde 1954, sale esta procesión de su iglesia Penitencial, a las 23:00 horas del Jueves Santo, acompañando al Santísimo Cristo de la Agonía para acudir a la S.I. Catedral de Valladolid donde se realiza Estación de Penitencia ante el Santísimo Sacramento. En dicha Estación penitencial, llama la atención la forma en que los Nazarenos adoran al Santísimo Sacramento tumbados en el suelo de la Catedral, conformando una increíble alfombra de terciopelo morado, y el posterior rezo de diversas oraciones con los brazos haciendo la señal de la cruz. Esta procesión destaca por su silencio, solemnidad y piedad, así como por la conocida seriedad con que desfilan los numerosos cofrades de esta cofradía. 
Procesión General de la Sagrada Pasión del Redentor
El Viernes Santo, la Cofradía de Jesús Nazareno, participa en la Procesión General acompañando a su Sagrado titular, Ntro. Padre Jesús Nazareno. Destaca su planta procesional por su formalismo, estética y riqueza patrimonial. Asimismo, cabe resaltar el gran número de cofrades que portan cruces como forma de penitencia y los veinticuatro faroles antiguos que alumbran el paso Titular y que sólo se usan el día de Viernes Santo. La Cofradía desfila la número siete de las veinte cofradías participantes.

## Cultos de Reglas
- Vía Crucis

Todos los viernes, a las 20:00 horas, se celebra el Vía Crucis, recorriendo con cruz alzada y ciriales las estaciones situadas a lo largo de la iglesia penitencial.
- Santa Misa de Cofradía

Todos los domingos a las 12:00 horas. A la finalización se entona el himno a Ntro. Padre Jesús Nazareno.
- Fiesta de Gloria

El domingo siguiente al Corpus Christi la Cofradía celebra su Fiesta de Gloria con una Solemne Eucaristía y posterior Procesión Sacramental por los alrededores de nuestra iglesia.
- Santo Nombre de Jesús

El día 3 de enero, la Cofradía celebra la festividad del Santo Nombre de Jesús en la Santa Misa de las 20:15 horas. A la finalización de ésta, se hace entrega de los diplomas honoríficos a los cofrades que cumplen 25, 40 y 50 años de pertenencia y fidelidad a la Cofradía.
- Solemne y Tradicional Besapie a Ntro. Padre Jesús Nazareno

El primer viernes de marzo, de 9:00 a 23:00 horas ininterrumpidamente, se encuentra expuesta en Solemne Besapie la Sagrada Imagen de Nuestro Padre Jesús Nazareno, oficiándose Santa Misa a las 9:30, 10:30, 11:30, 12:30, 18:00, y 20:15 horas.
Esta última está presidida por el Excmo. y Rvdmo. Sr. Arzobispo de Valladolid.
A las 20:00 horas, por ser viernes, se celebra el tradicional Vía Crucis.
- Quinario a Ntro. Padre Jesús Nazareno

Durante la cuarta semana de Cuaresma la Cofradía organiza un Solemne Quinario en Honor a Nuestro Padre Jesús Nazareno, predicado cada año por un sacerdote invitado por el Alcalde Presidente.
El orden de cultos, comenzando a las 20:00 horas, es el siguiente: Santo Rosario, Santa Misa, Exposición de S.D.M., Ejercicio del Quinario y Bendición.
- Triduo al Santísimo Cristo de la Agonía

La segunda semana de Cuaresma tiene lugar la celebración del Triduo en Honor al Santísimo Cristo de la Agonía, comenzando a las 20:00 horas y con el siguiente orden de cultos: Santo Rosario, Santa Misa, Exposición de S.D.M., Ejercicio del Triduo y Bendición.
- Triduo a la Santísima Virgen de la Soledad y Sacro Monte Calvario

Se celebra la segunda semana de noviembre. El último día del Triduo, la imagen se encuentra expuesta en Devoto besamanos.
Orden de cultos, comenzando a las 20:00 horas: Santo Rosario, Santa Misa, y Ejercicio del Triduo.
- Renovación del Voto Concepcionista

El día 8 de diciembre, festividad de la Inmaculada Concepción de la Virgen María, el Alcalde Presidente, en nombre de todos los cofrades, renueva el voto Concepcionista adquirido por la cofradía a raíz de su hermanamiento con la Primitiva Hermandad de los Nazarenos de Sevilla. Esta renovación consiste en ofrecer el juramento de creer, confesar y defender que la Santísima Virgen Madre de Dios, por un privilegio especial del Altísimo, atendiendo a los méritos previstos de su Hijo Nuestro Señor Jesucristo, fue preservada de la culpa o pecado original que todos contraemos al nacer.

## Pregón Nazareno
El miércoles anterior al Solemne Besapie a Ntro. Padre Jesús Nazareno tiene lugar en nuestra iglesia penitencial, tras la Misa de 20,15 horas, el emotivo acto del Pregón Nazareno, donde una persona destacada por su participación y difusión de la vida de la cofradía y de la Semana Santa Vallisoletana, es invitada a pronunciar un pregón que abre los cultos de Cuaresma y Semana Santa oficialmente en la cofradía y en la ciudad de Valladolid. En el Pregón se invita a los cofrades nazarenos, y por extensión a todos los vallisoletanos, a vivir la Cuaresma de una forma intensa como preparación para la Semana Santa, en la que se conmemora el misterio de la Pasión, Muerte y Resurrección de Jesús. Desde su creación en 2001, los pregoneros han sido las siguientes personalidades:
- 2001. Gonzalo Muinelo, Presidente que fue del Ateneo de Valladolid.
- 2002. Soledad Arribas, Archivera de la Cofradía.
- 2003. Godofredo Garabito, Escritor y Académico de la Real Academia de Bellas Artes.
- 2004. Jesús María Palomares, Catedrático de Historia Contemporánea de la Universidad de Valladolid. Fraile Dominico.
- 2005. Juan Carlos Pérez de la Fuente, Periodista de la Cadena COPE, director del programa El Hachón.
- 2006. Ángel María de Pablos, Periodista, poeta y presidente del Ateneo de Valladolid.
- 2007. Jesús Fonseca, periodista y escritor. Director de La Razón en Castilla y León.
- 2008. Santiago Calvo, prelado de Honor de Su Santidad y canónigo arcipreste de la Catedral de Toledo.
- 2009. Luis Amo, periodista de Onda Cero, director del programa El Llamador.
- 2010. Javier Burrieza, profesor de Historia Moderna de la Universidad de Valladolid.
- 2011. José Ignacio Foces, Periodista, subdirector de El Norte de Castilla.
- 2012. Mercedes Cantalapiedra, concejala de Cultura y primer teniente de alcalde del Ayuntamiento de Valladolid.
- 2013. José Andrés Cabrerizo, vicario judicial de la diócesis de Valladolid y deán de la Catedral de Valladolid.
- 2014. Ángel Cuaresma, periodista, delegado de Intereconomía en Castilla y León.
- 2015. Isabel García Tejerina, ministra de Agricultura, Pesca, Alimentación y Medio Ambiente del Gobierno de España.
- 2016. Fray Carlos Amigo Vallejo, Cardenal y Arzobispo Emérito de Sevilla.
- 2017. José Ignacio Hernández Redondo, Conservador del Museo Nacional de Escultura.
- 2018. María José Salgueiro Cortiñas, Delegada del Gobierno en Castilla y León.
- 2019. Eduardo Carazo Lefort, Arquitecto y catedrático de la Universidad de Valladolid.
- 2020. Joaquín Díaz González, Músico y folclorista miembro de la Real Academia de Bellas Artes de la Purísima Concepción.
- 2021. Alfredo Allúe Buiza, Profesor de Derecho Constitucional de la Universidad de Valladolid.
- 2022. Ernesto R.-Monsalve Álvarez, Profesor y Director de Orquesta y Director del Área de Música de la Universidad Internacional de La Rioja.
- 2023. Luis Jaramillo Guerreira, Periodista y Director de COPE-Castilla y León.
- 2024. Sr.D. José María Eiros Bouza. Catedrático de Microbiología de la Universidad de Valladolid.

En 2014, los primeros catorce pregones nazarenos fueron compilados y recogidos en un libro, editado por la Cofradía junto a las Fundaciones Schola y González Enciso, que lleva por título A los pies del Nazareno. El libro fue prologado por el Arzobispo de Toledo y Primado de España, Braulio Rodríguez Plaza, y está ilustrado con numerosos dibujos del artista vallisoletano Miguel Ángel Soria.